# Надъ озеромъ
«Надъ о́зеромъ» — короткометражный кинофильм российского режиссёра Дмитрия Фролова по мотивам произведений Александра Блока. Фильм не является экранизацией в привычном представлении: это реконструкция кинематографа начала XX века, выполненная нашими современниками. Являясь поэтически-философским отображением восприятия поэзии А. Блока, фильм в то же время воспроизводит атмосферу легендарного Серебряного века.

## Сюжет
Бедный поэт (возможно — сам Блок), его дама-призрак и третий персонаж, неуловимо намекающий красотой и статью на Дантеса, погружены авторами не в пиршество эстетизма, а в простую и вечную реальность нашего грешного мира. Томимые страстями, они то жалки, то по-своему прекрасны, но как ничтожны их порывы, целиком укладывающиеся в схему классического любовного треугольника. И только воображение Поэта, пусть даже подхлёстнутое кокаином, способно преобразить эту убогость в гимн вечному противостоянию двух мужчин, полюбивших одну женщину.

## В ролях
| Актёр           | Роль        |
| --------------- | ----------- |
| Пётр Кремис     | Бедный поэт |
| Ромил Рачев     | Друг поэта  |
| Наталья Суркова | Дама        |

## Съёмки
Работа над фильмом началась в 1994 году по сценарию, совсем не напоминающему конечный фильм. Съёмки картины проходили в том самом месте, где Александр Блок сочинил стихотворение «Над озером», а также знаменитую «Незнакомку». Это — станция «Шувалово-Озерки», где в начале XX века любила отдыхать в летние сезоны артистическая молодёжь и дворянство. Некоторые планы фильма сняты на месте, откуда описывается окружающее в стихотворении Блока с точностью до нескольких метров. Музыка к фильму была сочинена и записана в 2006 году классическим композитором Сергеем Александровичем Осколковым. Первоначальная версия фильма 1995 года была 15 минут, однако затем из неё была вырезана режиссёром целая сцена, что сократило фильм на треть. Фильм снимался на камере с ручным приводом, напоминающей технику съёмки фильмов в эпоху немого кино.

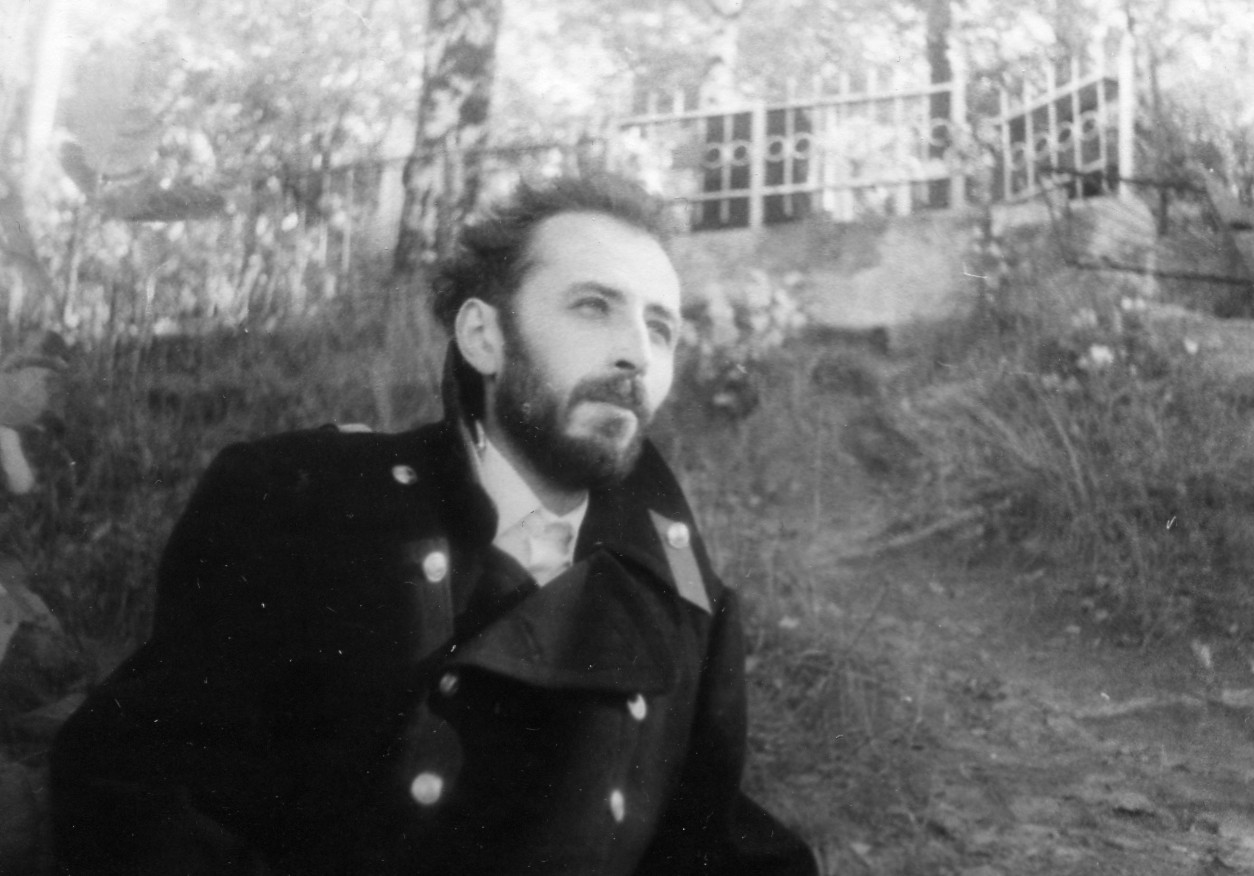
Кадр из фильма "Надъ озеромъ"
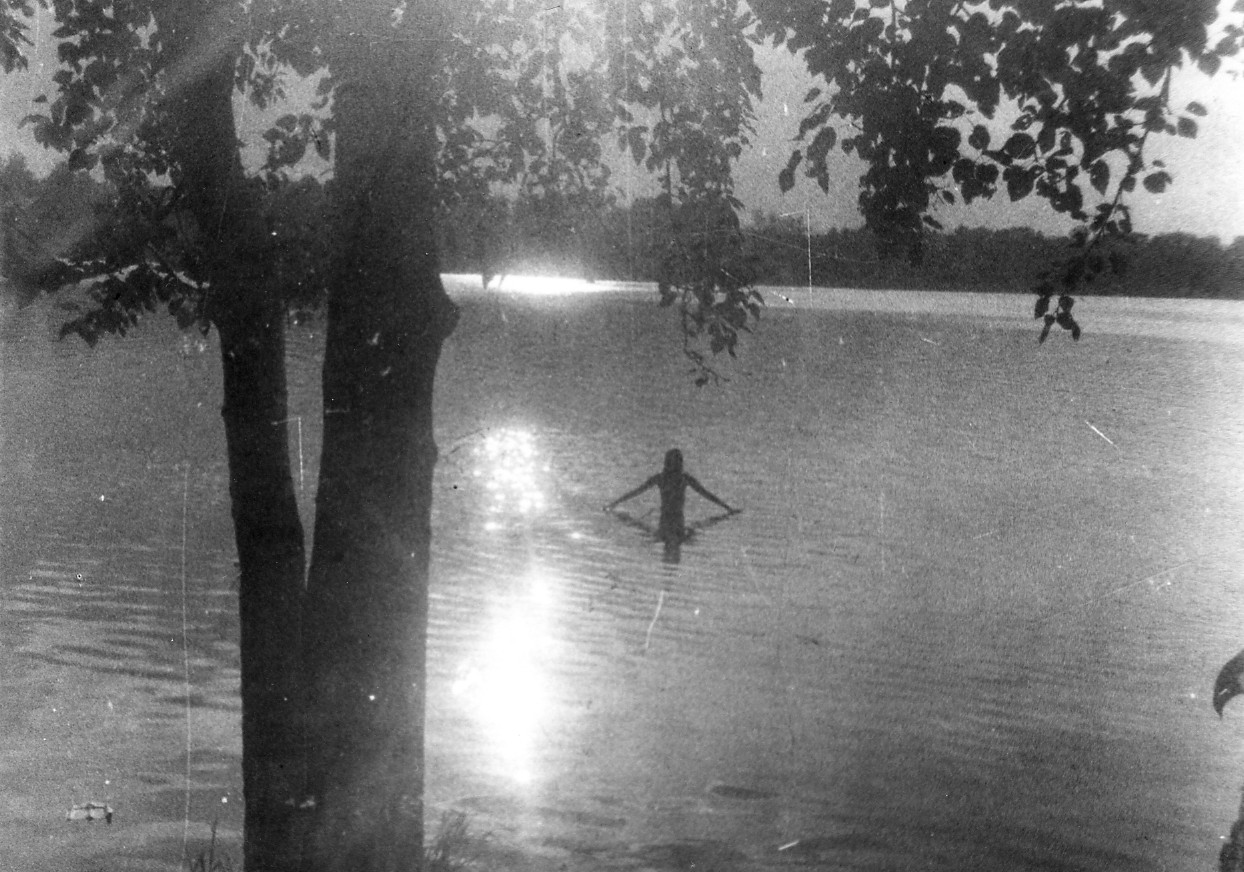
Кадр из фильма "Надъ озеромъ"
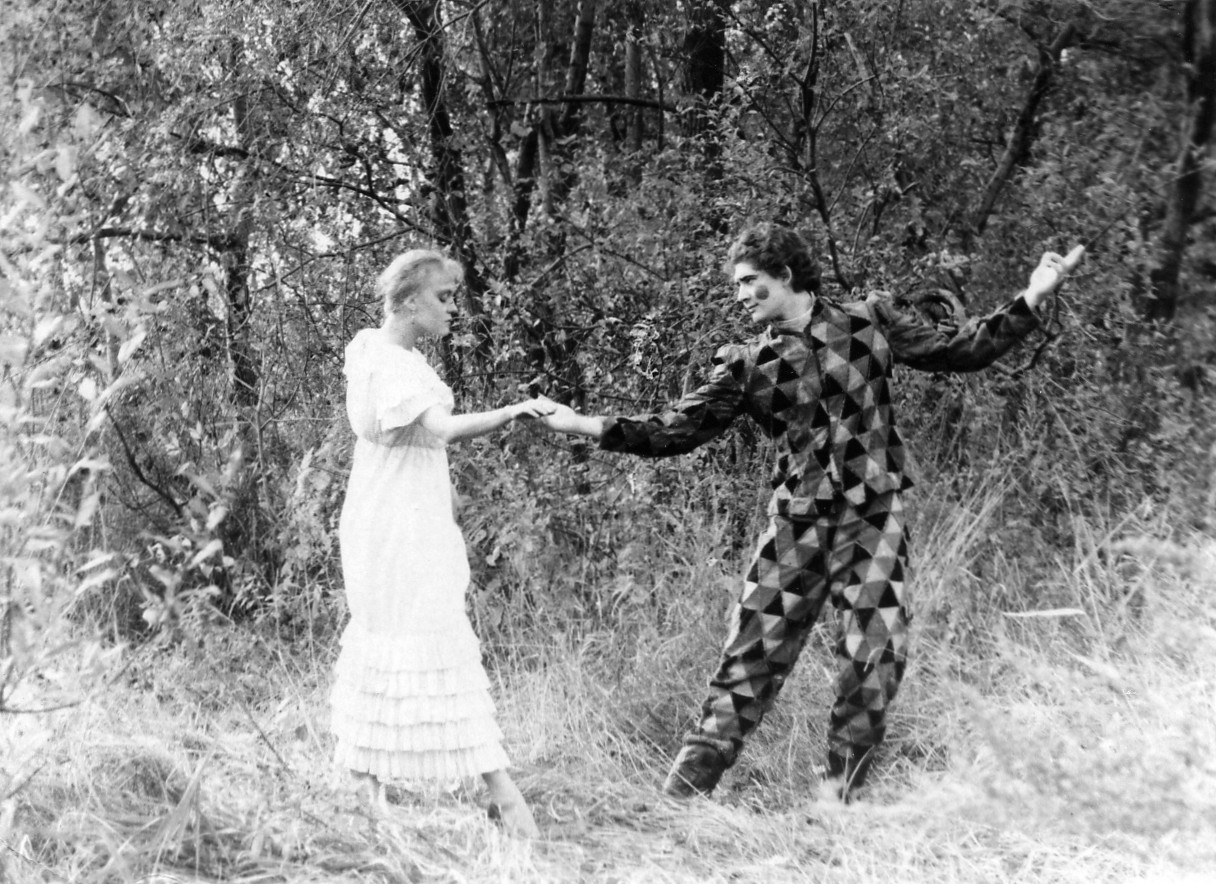
Кадр из фильма "Надъ озеромъ"

## Фестивали
- Международный фестиваль анимационных и короткометражных фильмов в Дрездене, Германия, апрель 1996 (предварительный показ материала);
- 6-й Российский Кинофестиваль «Литература и кино», Гатчина, март, 2000;
- «Чистые Грёзы-3», Международный Фестиваль независимого кино, С-Петербург, ноябрь, 2000;
- «Петербург-2000» Ежегодная выставка новых произведений петербургских художников, Манеж, январь 2001;
- 30-й Международный Кинофестиваль в Роттердаме, январь, 2001;[2][3][4]
- 9-й Международный «Фестиваль Фестивалей» в С-Петербурге, июнь 2001;
- 11-й Международный Кинофорум Славянских и Православных Народов «Золотой Витязь», Рязань, май 2002;
- 4-й Международный Кинофестиваль в Братиславе, Словакия, ноябрь-декабрь 2002;
- «Сезоны русского языка и культуры в Германии — 2003», Берлин, февраль 2003;
- 33-й Международный Фестиваль Короткометражных Фильмов в Тампере, Финляндия, март 2003;
- Фестиваль современного искусства «Откат», С-Петербург, апрель 2005;
- Клуб «СИНЕФАНТОМ», Москва, 17 августа 2005;
- 20-й Международный Фестиваль «Europalia», Монс, Бельгия, осень 2005;
- X Международный Фестиваль Искусств «Сергей Осколков и его друзья», С-Петербург, Петергоф, Ораниенбаум, июнь 2006;
- 9-й Международный Фестиваль Независимого кино «Чистые грёзы», С-Петербург, ноябрь 2006;
- 16-я Неделя Экспериментального кино, Мадрид, ноябрь, 2006;
- 3-й Международный фестиваль аудиовизуальных искусств «Видеология», Волгоград, декабрь 2006;
- 5-й Международный кинофестиваль в Пуне, Индия, январь 2007;
- Одиннадцатый Международный фестиваль Сергея Курехина SKIF, С-Петербург, апрель 2007;
- I Балтийская биеннале, I BALTIC BIENNIAL, С-Петербург, Манеж, июль 2008
- MEDIAWAVE — «On the Road» 6th Online Film Festival, Дьор, Венгрия, март, 2019;[5]
- Международный кинофестиваль «Свет и будущее», Хьюстон, США, март 2019 (Призёр)[6]
- Прямой Ежемесячный Онлайн Кинофестиваль, Сентябрь, 2019[7]
- Direct Monthly Online Film Festival, Октябрь 2019[8]
- Festival Internacional de Cine Silente, Puebla, Mexico, Ноябрь 2019 (Призёр)[9]
- 10th international Biennale «Art Bridge-Watercolor 2019», St.Petersburg, Russian Federation, December, 2019;
- Madras Independent Film Festival, Madras, India, July, 2020 (Award Winner)[10]
- Global Monthly Online Film Competition, July, 2020 (Award Winner)[11]
- Kosice International Monthly Film Festival, Košice, Slovakia, January, 2021
- Кино Племе / Живой саундтрек, Белград, Сербия, апрель 2021
- Международная ежемесячная кинопремия Gralha, Куритиба, Бразилия, май 2021 (ЛУЧШИЙ ЭКСПЕРИМЕНТАЛЬНЫЙ КОРОТКОМЕТРАЖНЫЙ ФИЛЬМ)[12]
- Кинофестиваль "Галлюцинация", Париж, Франция, июнь 2021
- Кинофестиваль "Аврора", Сан-Потито-Саннитико, Италия, август 2021 (ФИНАЛИСТ)
- Фестиваль кино Accord, Мумбаи, Индия, сентябрь 2021 (ФИНАЛИСТ)
- GUTTERCAST, США, февраль 2022
- 4-я кинопремия Screen Online в Керале, Индия, июль 2022 (ЛУЧШИЙ ЭКСПЕРИМЕНТАЛЬНЫЙ ФИЛЬМ)
- Всемирный фестиваль инди-фильмов, Керала, Индия, июль 2022 (Лучший монтажер: Дмитрий Фролов; Специальное упоминание фестиваля в актерской игре: Наталья Суркова; Специальное упоминание в режиссуре: Дмитрий Фролов; Специальное упоминание в оригинальной партитуре: Сергей Осколков)